# Sugar Doors – A Jupiter Apple 4-Track Experience
Sugar Doors – A Jupiter Apple 4-Track Experience (também conhecido como Sugar Doors) é o sexto álbum de estúdio do músico brasileiro Flávio Basso, lançado postumamente. Foi lançado em formato físico em Fevereiro de 2023 e posteriormente disponibilizado em streaming no dia 1 de Março de 2023.  As gravações foram feitas no ano 2000 por Flávio juntamente com o baterista Clayton Martin e o guitarrista Ray-Z, ambos ex-integrantes da banda Os Ostras e amigos de longa data de Flávio.
Algumas das canções presentes no álbum ganhariam depois, novos arranjos e roupagens que fariam parte do repertório de Uma Tarde na Fruteira e outras que seriam lançadas como singles. Há também material inédito como exemplo a faixa-título, que é uma versão em inglês de As Tortas e as Cucas, do álbum A Sétima Efervescência.

## Antecedentes
Flávio voltava a São Paulo depois de umas férias em Londres. Desejava montar uma banda e voltar aos palcos. Juntou-se, então, aos dois amigos no estúdio montado na garagem da casa do baterista Clayton e começaram a ensaiar e a registrar, em um estúdio portátil (Tascam) de quatro canais, as novas composições.

## Lista de Faixas
Todas as faixas escritas e compostas por Flávio Basso. 
| N.º | Título                          | Duração |  |
| 1.  | "Open Letter"                   | 5:16    |  |
| 2.  | "As Mesmas Coisas"              | 3:56    |  |
| 3.  | "I Might Be Happy"              | 3:20    |  |
| 4.  | "Mademoiselle Marchand"         | 3:08    |  |
| 5.  | "Sugar Doors"                   | 4:49    |  |
| 6.  | "Old Pictures There Instead"    | 4:14    |  |
| 7.  | "The Sand And The Sea"          | 3:33    |  |
| 8.  | "My Little Raver"               | 2:54    |  |
| 9.  | "Diggin' Down"                  | 2:18    |  |
| 10. | "Queen Catherine"               | 3:54    |  |
| 11. | "Veronica E As Roupas De Cetim" | 4:04    |  |

| Faixas Extras (streaming) |                                     |         |  |
| N.º                       | Título                              | Duração |  |
| 12.                       | "Scotch And Coffe At Regent Street" | 4:41    |  |
| 13.                       | "Open Letter (Alternative Version)" | 5:16    |  |

## Ficha Técnica
- Flávio Basso - Vocais, baixo, guitarra, violão, teclado
- Clayton Martin - Bateria, percussão
- Ray-Z - Guitarra, violão
- Raysa Moreno - Arte
- Leo Bigode - Produtor Executivo
- Arthur Joly - Masterização
- Clayton Martin - Produção, gravação, mixagem
- Pedro Brandt - Texto (Encarte da versão física)